# Drivhusgas
En drivhusgas har evnen til at opfange og udsende (en del af) den langbølgede varmestråling, mens den tillader størstedelen af den kortbølgede varmestråling at passere. Drivhusgasserne tillader derfor solens lys at passere atmosfæren, men opfanger Jordens varmeudstråling og returnerer en del af den.
Drivhusgasserne i atmosfæren har således afgørende betydning for den gennemsnitlige temperatur.
Med drivhusgasser i atmosfæren er Jordens gennemsnitstemperatur på 14 °C. Uden drivhusgasser i atmosfæren antages at Jordens gennemsnitstemperatur ville være −18 °C.

## Drivhusgasserne
Den største og vigtigste drivhusgas, men samtidig en varierende bestanddel af den normale atmosfære er:
- Vanddamp (H2O)

De vigtigste tørre drivhusgasser er:
- Kultveilte eller kuldioxid (CO2, carbon dioxide)
- Metan (CH4, methane)
- Lattergas (N2O, nitrous oxide)
- CFC-gasser (freongasser, CFC-12 og CFC-11)

## Drivhusgassernes fysik
- Langbølget betyder i denne sammenhæng stråling med en bølgelængde på 3 til 100 µm (mikrometer).
- Kortbølget betyder i denne sammenhæng stråling med en bølgelængde på ca. 290 til 3000 nm (nanometer).

Til en sammenligning omfatter det synlige lys ca 350 til 700 nm. Omtrent 99% af solens energi ligger indenfor et spektralområde på mellem 290 og 1400 nm, maksimum af indstrålingsintensitet ligger ved 474 nm (svarende til en grøngul farve).
Måles den af jorden og dens atmosfære udsendte varmestråling der når ud til verdensrummet, så ligger dette maksimum ved omtrent 10 µm.
Sættes den af solen ankomne stråling ved atmosfærens yderkant til 100, så opfanger jordens overflade 50% deraf og udsender kun 6% af de 100% (altså 12% af de 50%) uhindret igennem atmosfæren og ud i verdensrummet, hvilket skyldes drivhusgassernes evne til at opfange varmestrålingen.

## Global opvarmning
Der er opdaget en stigning i koncentrationen af drivhusgasserne i atmosfæren. Denne stigning er begyndt for omkring 300 år siden med den industrielle tidsalder, specielt med den stigende afbrænding af de fossile brændstoffer, se diagrammerne. Da drivhusgasserne opfanger varmestråling, øges dermed den tørre drivhuseffekt. Denne menneskeskabte drivhuseffekt anses for at medføre en global opvarmning.
For at mildne den forventede globale opvarmning forsøges at bringe udslippene af drivhusgasserne ned gennem politiske tiltag, såsom Kyotoprotokollen og 2020 målene. At bringe balancen tilbage til den før-industrielle tilstand er en stor videnskabelig og teknologisk udfordring.